# The D.O.C.
Tracy Lynn Curry (Dallas, Teksas 10. lipnja 1968.), poznatiji kao The D.O.C. je američki reper. The D.O.C. je bio član rap sastava N.W.A.

## Povijest

### Ranija karijera
The D.O.C. je bio tekstopisac za debitantski album Straight Outta Compton, grupe N.W.A. The D.O.C. se više posvetio grupi N.W.A. nego svojoj grupi Fila Fresh Crew. Kad je Ice Cube napustio N.W.A., grupa je zadržala The D.O.C.-a kao vodećeg.
Godine 1989. The D.O.C. je objavio svoj priv album No One Can Do It Better. Album je na Billboard 200 debitirao na dvadesetom mjestu.

## Medijske izvedbe
- Pjesma "It's Funky Enough" je bila na mnogim videoigrama kao što su Grand Theft Auto: San Andreas, True Crime: Streets of LA i Madden 2005. Također, pjesma "Whirlwind Pyramid" bila je sadržana na Tony Hawk's Underground 2.
- Gostovao je na Shyneovom glazbenom spotu za pjesmu "That's Gangsta", koja sadrži isti ritam koji je D.O.C. koristio za svoj hit "It's Funky Enough".

## Diskografija
- 1989.: No One Can Do It Better
- 1996.: Helter Skelter
- 2003.: Deuce
- 2010.: Voices through Hot Vessels[2]